# 王亶望
王亶望（？—1781年），字味隒，山西平陽府臨汾縣人，清朝政治人物。

## 生平
江蘇巡撫王師之子。乾隆十五年（1750年）庚午科舉人。以捐資獲授山丹縣知縣，調皋蘭縣知縣，選授武定府知府，調寧夏府知府，陞浙江布政使，乾隆三十九年（1774年）改甘肅布政使，上報旱災有功，乾隆四十二年（1777年）陞浙江巡撫。
乾隆四十六年（1781年），大學士阿桂赴浙江勘察海塘工程時，彈劾杭嘉湖道王燧和嘉興府知府陳虞盛浮冒，牽連到王亶望。阿桂前往甘肅鎮壓河州回民蘇四十三之亂時，發現甘肅時下大雨，並無旱象。乾隆帝派侍郎楊魁到浙江會同閩浙總督兼浙江巡撫陳輝祖，嚴審王亶望等一干甘肅官員，至此發生自乾隆三十九年至四十六年間的「甘肅冒賑案」真相大白。同年王亶望問罪被處斬，陝甘總督勒爾謹自盡，甘肅布政使王廷贊被處絞刑，沒收王亶望財產折合白銀300萬兩。